# Amdi Petersens Armé E.P.
Amdi Petersens Armé E.P. er den første EP af hardcore punk bandet, Amdi Petersens Armé. Den blev udgivet i 2000 af Kick'n'Punch. Den blev udgivet i forskellige oplag, hvert oplag med forskelligt farve cover.

## Nummer liste
Side et
1. "De Hjernedødes Nat" – 1:36
2. "Truffet" – 1:29
3. "Alt er Ved Det Samme" – 1:51
4. "Stalinjugend" – 1:19

Side to
1. "Skate og Dø" – 1:36
2. "Ikk' Igen" – 1:46
3. "Sang Nummer Syv" – 1:20
4. "A.P.A.'s Antipolitisang" – 1:29